# بيتوس برات
خوسيه برات ريبوليس، المعروف باسم بيتوس برات (26 أبريل 1911 – 11 مارس 1988)، كان لاعب كرة قدم إسباني لعب كمهاجم مع إسبانيول وريال مدريد بين عامي 1928 و1941. كما لعب أربع مباريات مع المنتخب الإسباني في عام 1933. اشتهر بكونه صاحب أول هدف في تاريخ الدوري الإسباني عام 1929، بالإضافة إلى كونه ثاني لاعب كرة قدم يلعب لصالح كل من إسبانيول ومدريد.
عمل لاحقًا كمدير، وتولى مسؤولية فرق مثل مايوركا.

## مسيرته كلاعب

### المسيرة الكروية
وُلِد في 26 أبريل 1911 في برشلونة، بدأ برات مسيرته الكروية في صفوف الشباب في نادي مسقط رأسه غراسيا، حيث ظهر لأول مرة مع الفريق الأول في عام 1927، وعمره 16 عامًا، حيث برز بسرعة عن البقية، لذلك في نهاية الموسم، في عام 1928، تم توقيعه من قبل إسبانيول.
كان برات حينها عضوًا في موسم إسبانيول التاريخي 1928–29 ‏، والذي ساهم فيه بـ 9 مباريات رسمية فقط، بما في ذلك مباراتان في بطولة كتالونيا وواحدة في كأس ملك إسبانيا، وبالتالي كان عضوًا في الفريق الذي فاز بكلا اللقبين. لم يلعب في نهائي الكأس، الذي هزم فيه إسبانيول ريال مدريد 2–1، ولكن بعد أسبوع بدأ في المباراة الأولى من النسخة الافتتاحية من الدوري الإسباني، حيث أراد المدرب جاك جرينويل منح الفريق الفائز بالكأس قسطًا من الراحة، واصطف البدلاء في أول ظهور للدوري الإسباني، والذي أقيم في 10 فبراير 1929 في ملعب ساريا، حيث سجل الهدف الافتتاحي للمباراة في الدقيقة الخامسة ليساعد فريقه على الفوز 3–2 على ريال يونيون، وبالتالي دخل التاريخ ليس فقط باعتباره مؤلف أول هدف على الإطلاق في الدوري الإسباني في تاريخ النادي، ولكن أيضًا أول هدف على الإطلاق في تاريخ الدوري الإسباني. بدأت ثلاث مباريات أخرى في نفس الوقت، لكن هدف برات في الدقيقة الخامسة، والذي وُصف بأنه «تسديدة جيدة بالقدم اليمنى» والتي مرت من حارس مرمى يونيون أنطونيو إيمري، كان هو الذي نال هذا الشرف التاريخي، متقدمًا على فيسينتي بالاسيو لاعب أتلتيكو مدريد، الذي سجل في الدقيقة 14 من مباراته.
كان هذا، مع ذلك، الهدف الوحيد الذي سجله في ذلك الموسم، حيث بدأ في 6 مباريات فقط بالدوري، وهو رقم انخفض أكثر في الموسم التالي، عندما لعب في ثلاث مباريات فقط. كان افتقاره لوقت اللعب نتيجة لكونه الثاني في الترتيب بعد مارتن فانتولرا الذي لا يمكن المساس به، لذلك عندما غادر النادي في ديسمبر 1930، تمكن برات أخيرًا من ترسيخ نفسه كلاعب أساسي على الجناح الأيمن للهجوم. ظل مخلصًا للنادي لمدة 12 عامًا، من عام 1928 حتى عام 1940، وسجل ما مجموعه 94 هدفًا في 249 مباراة رسمية، وساعد فريقه على الفوز بثلاث بطولات كتالونية أخرى (1932–33، 1936–37، و1939–40)، وكأس ملك إسبانيا آخر في عام 1940، على الرغم من أنه لم يلعب مرة أخرى في النهائي، حيث هزم إسبانيول مدريد 3–2 بعد الوقت الإضافي.
في أكتوبر 1940، أطلق نادي إسبانيول سراح اللاعب برات البالغ من العمر 29 عامًا، والذي انضم إلى ريال مدريد، الذي كان لا يزال يتعافى من الحرب الأهلية الإسبانية. وبذلك أصبح ثاني لاعب كرة قدم يلعب لصالح كل من إسبانيول وريال مدريد، بعد ريكاردو زامورا فقط. لقد لعب موسمًا واحدًا فقط في العاصمة، وشارك في خمس مباريات رسمية فقط بالقميص الأبيض. وفي المجموع، سجل 35 هدفًا في 133 مباراة بالدوري الإسباني.

### المسيرة الدولية
حصل برات على جميع مبارياته الدولية الأربع مع إسبانيا خلال فترة شهرين في عام 1933، جميعها في مباريات ودية وجميعها ضد خصوم مختلفين، مما أسفر عن فوزين وتعادل واحد وخسارة واحدة. في أول ظهور له ضد البرتغال في فيغو، لعب جنبًا إلى جنب مع زملائه في الفريق بيدرو سوليه وبوش في الفوز النهائي 3–0. في آخر مباراة دولية له، ساعد فريقه على تحقيق الفوز على بلغاريا بنتيجة 13–0، وهو الفوز الذي لا يزال الأكبر لإسبانيا على الإطلاق.

## المسيرة التدريبية
بعد انتهاء مسيرته كلاعب، ظل برات مرتبطًا بإسبانيول، كمدرب الآن، والذي أشرف عليه في موسم 1943–1944، وشكل ثنائيًا مع كريسانت بوش. ثم ذهب لتدريب مايوركا (1941–42)، تيراسا (1947–48)، جيمناستيكا دي توريلافيجا (1950–51).

## الحياة اللاحقة والموت
بعد تركه لعالم كرة القدم، أصبح برات مسؤولاً بلدياً، يعمل جامعاً للضرائب في سوق ليبرتاد في منطقة جراسيا في برشلونة. توفي برات في برشلونة في 11 مارس 1988، عن عمر يناهز 76 عامًا.

## الإرث
في 10 فبراير 2019، تزامنًا مع الذكرى التسعين لهدف برات التاريخي، قدم نادي إسبانيول ومؤسسته قربانًا من الزهور عند قبره في مقبرة ليس كورتس، والذي تبعه تكريم صغير أقيم في حدائق ساريا، حيث أقيمت تلك المباراة الأولى في الدوري.

## الإنجادات
إسبانيول
بطولة كتالونيا
- الأبطال (4) : 1928–29، 1932–33، 1936–37، و1939–40

كأس ملك إسبانيا
- الأبطال (2) : 1929 و1940

## وصلات خارجية
- بيتوس برات على موقع قاعدة بيانات كرة القدم.إي يو (الإنجليزية)
- بيتوس برات على موقع ناشيونال فوتبول تيمز (الإنجليزية)